# Igreja de Santa Joana d'Arc (Ruão)
A Igreja de Santa Joana d'Arc (em francês: L'église Sainte-Jeanne-d'Arc) é um templo católico no centro da cidade de Ruão, no norte da França.

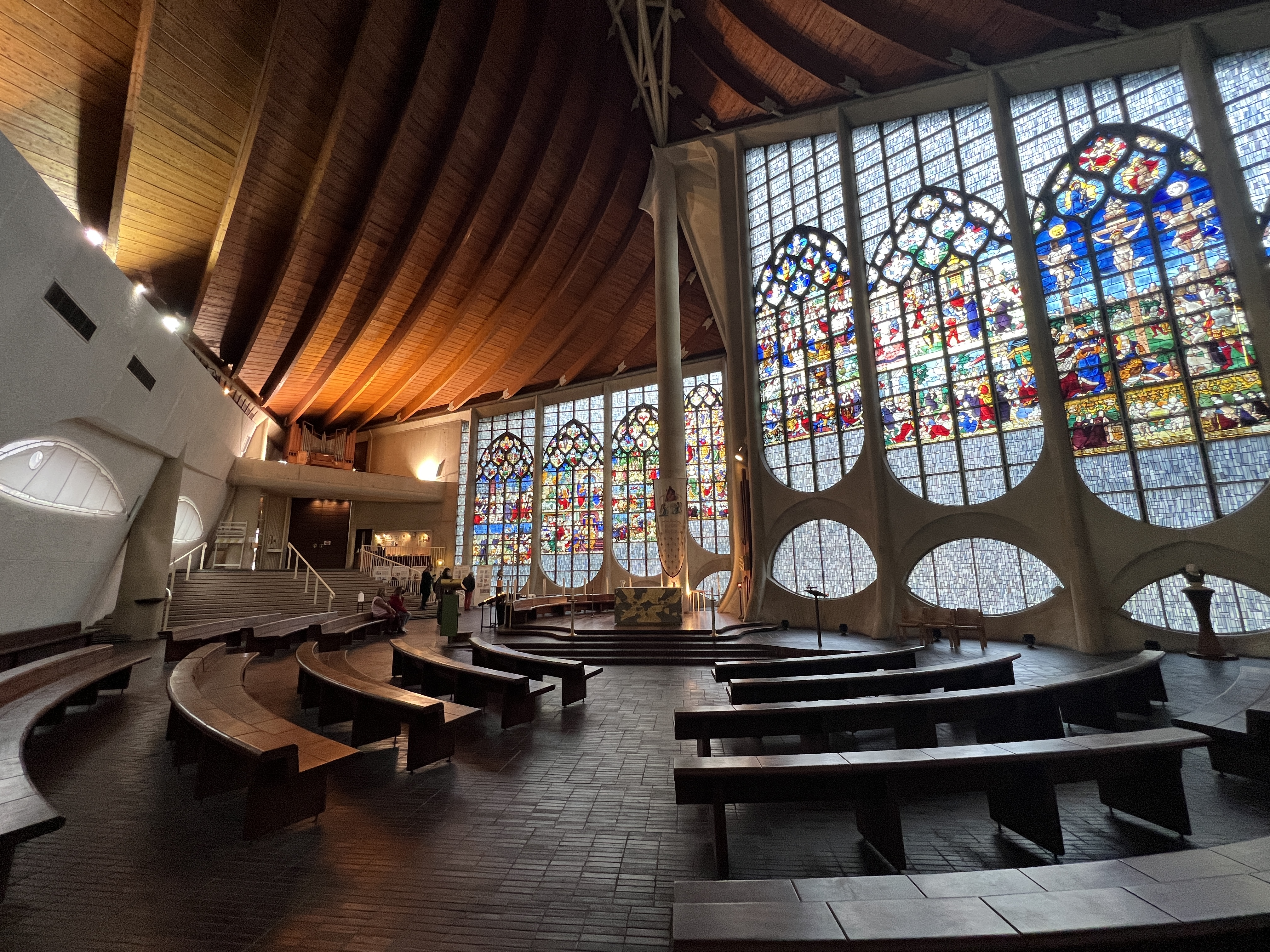
Interior da igreja

Ela foi construída no centro da antiga praça do mercado, conhecida como Place du Vieux-Marché, local onde Santa Joana d'Arc foi queimada na fogueira por heresia no ano 1431. Um pequeno jardim, Le Bouchet, que fica do lado de fora e ao norte da igreja, marca o local exato de seu martírio.
A igreja de estilo moderno foi concluída em 1979, e os mercados adjacentes foram projetados pelo arquiteto Louis Arretche, que foi contratado em 1969. As curvas amplas da estrutura pretendem evocar tanto as chamas que consumiram Joana d'Arc quanto um dracar virado. Muitas igrejas cristãs primitivas foram projetadas no formato de um barco virado. Os mercados assemelham-se simultaneamente a barcos menores virados e a peixes com bocas abertas, que também são símbolos cristãos. O telhado de telhas ecoa esse tema e forma uma passarela coberta sobre a praça.

## Vitrais
Os vitrais vêm da Igreja de São Vicente do século XVI, cujas ruínas estão localizadas a poucos metros de distância. A antiga igreja foi quase completamente destruída em 1944 durante a Segunda Guerra Mundial, mas as janelas foram removidas e armazenadas em um local seguro durante a guerra. Elas foram então incorporadas à Igreja de Santa Joana d'Arc. Os 13 painéis das janelas retratam a infância de Cristo, Paixão, Crucificação e Ressurreição, e eventos da vida de São Pedro, Santa Ana e Santo Antônio de Pádua:
- Vitral da vida de São Pedro, 1520-1530, doação dos Boyvins, senhores de Bonnetot;
- Vitral de Santa Ana, 1520-1530, de Jean Le Vieil e oferecida pela irmandade de Compostela;
- Vitral do Triunfo da Virgem, encomendada em 1515 e concluída por volta de 1522, obra de Jean e Engrand Le Prince;
- Vitral da Árvore de Santa Ana, 1520-1530;
- Vitral da vida de São João Batista, concluída em 1526, obra de Engrand Le Prince;
- Vitral das Obras de Misericórdia, concluída em 1520-1530, obra de Engrand e talvez de Jean Le Prince;
- Vitral de Santo Antônio de Pádua, 1520-1530;
- Vitral dos Santos, 1520-1530;
- Vitral da infância e vida pública de Cristo, 1520-1530, doação de Le Roux de Bourgtheroulde;
- Vitral da Paixão, 1520-1530;
- Vitral da Crucificação, 1520-1530;
- Vitral da vida gloriosa de Cristo, 1520-1530;
- Vitral do martírio de São Vicente, 1520-1530, doação dos Le Roux, senhores de Esprevier.

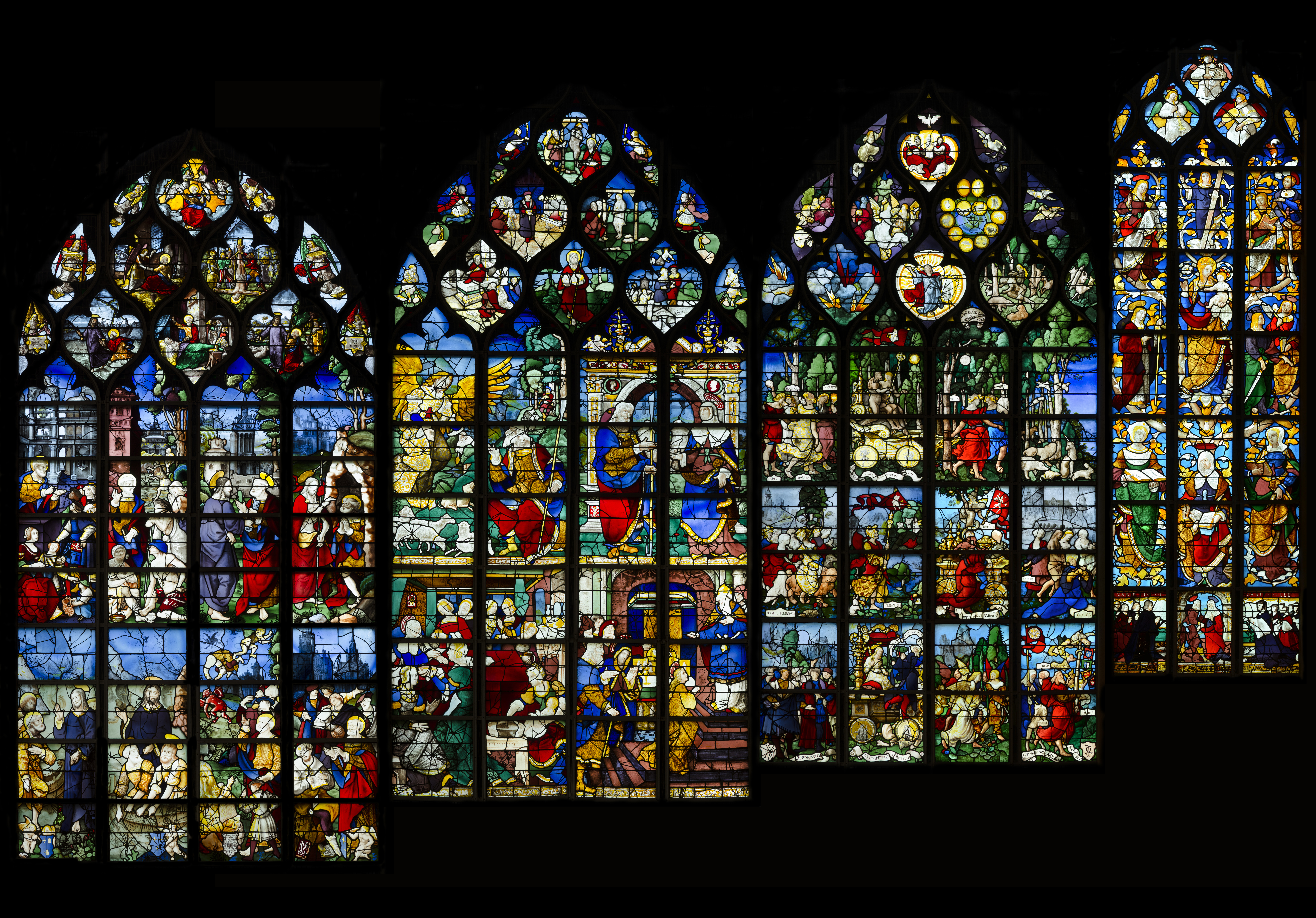
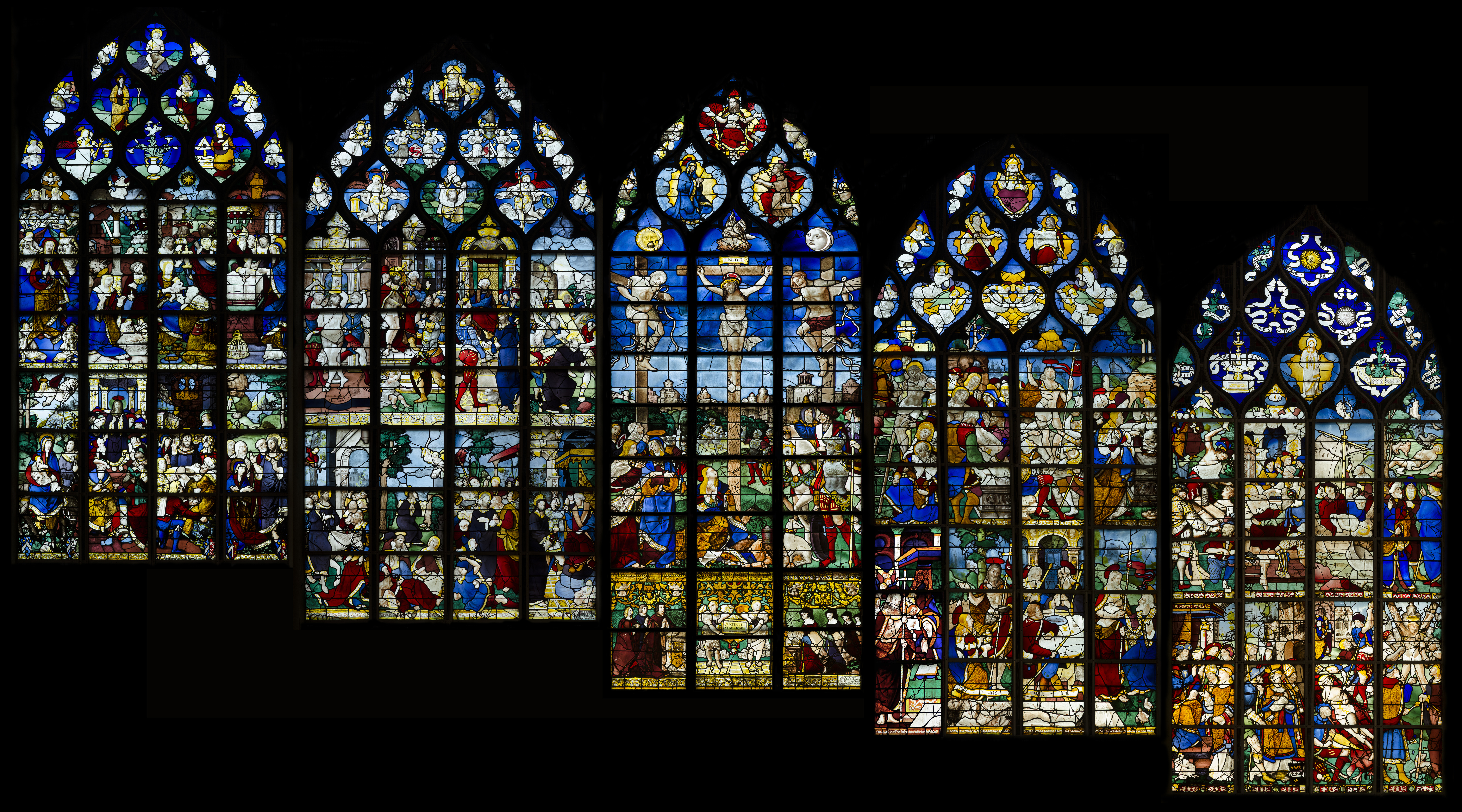
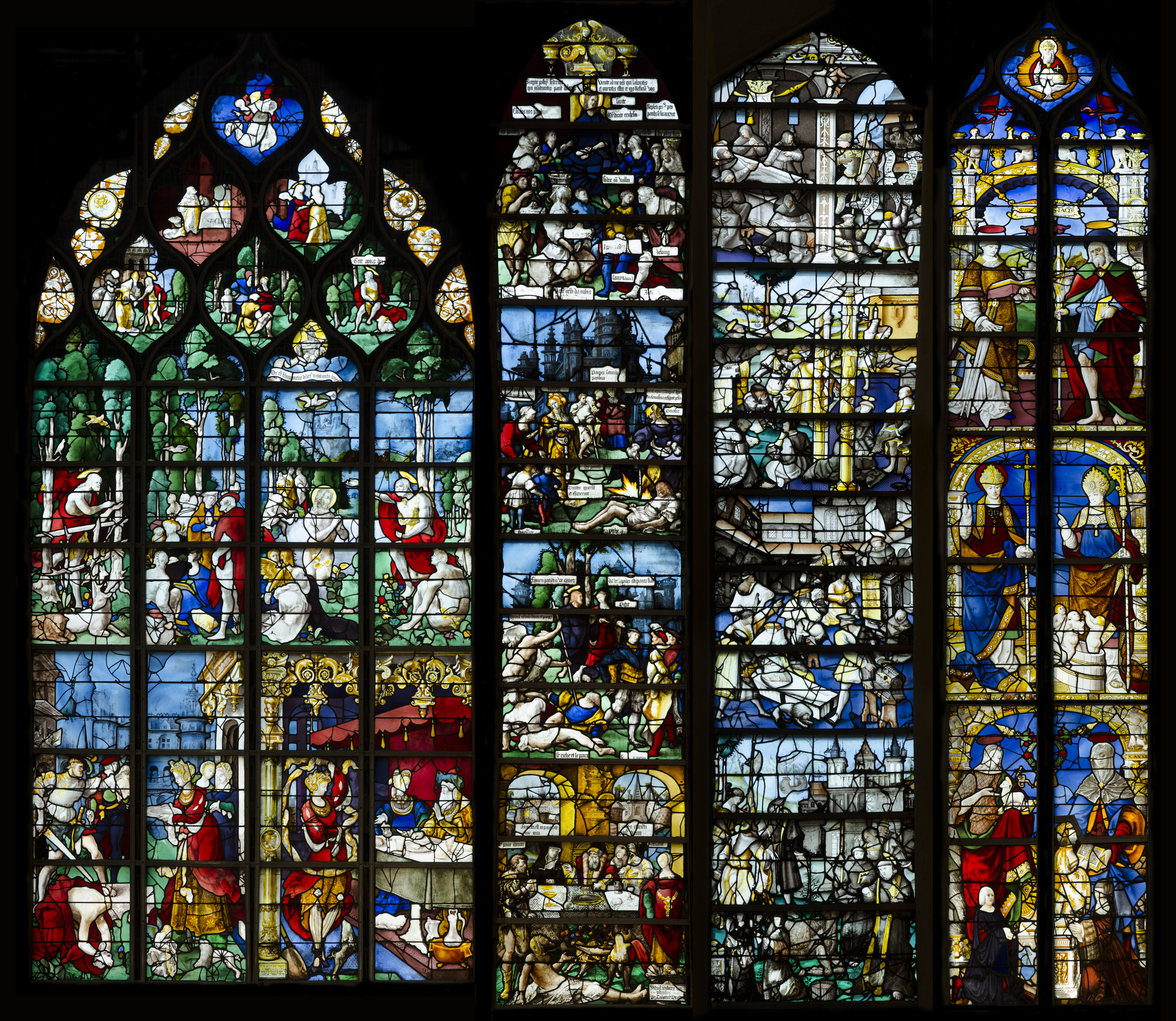